# 糙叶卷柏
糙叶卷柏（学名：Selaginella doederleinii ssp. scabrifolia）为卷柏科卷柏属下的一个亚种。

## 扩展阅读
- 維基物種上的相關：糙叶卷柏